# Präsidentschaftswahl in den Vereinigten Staaten 1896
Die Präsidentschaftswahl in den Vereinigten Staaten vom 3. November 1896 wurde vom Republikaner William McKinley und dessen Running Mate als Anwärter auf die Vizepräsidentschaft Garret Hobart gewonnen. Ihre Konkurrenten waren der Demokrat William Jennings Bryan und der als Vizepräsident kandidierende Arthur Sewall. Bryan verdankte seine Nominierung einer begeistert aufgenommenen Parteitagsrede, in der er davor warnte, die arbeitende Bevölkerung unter ein „Kreuz aus Gold“ zu zwingen.
Diese Wahlauseinandersetzung wird von Historikern als eine der dramatischsten in der amerikanischen Geschichte angesehen. McKinley, der eine Front Porch Campaign führte, formte eine Koalition, in der Geschäftsleute, Berufstätige, qualifizierte Fabrikarbeiter und wohlhabende Bauern stark vertreten waren; so erhielt er viele Stimmen im industriell geprägten Nordosten und Mittleren Westen. Bryan, mit erst 36 Jahren jüngster Bewerber um das Präsidentenamt in der Geschichte, war der Kandidat der Demokraten, der Populist Party und der „Silbernen Republikaner“. Er trat für die Abkehr vom Goldstandard ein und erhielt die meisten Stimmen im Süden, im ländlichen Mittleren Westen und in den Rocky-Mountain-Staaten. Letztlich gewann McKinley 23 Staaten für sich, Bryan 22. Der Unterschied der Stimmen im Electoral College fiel mit 271:176 allerdings deutlicher zugunsten der Republikaner aus.

## Nominierungen

### Republikanische Partei

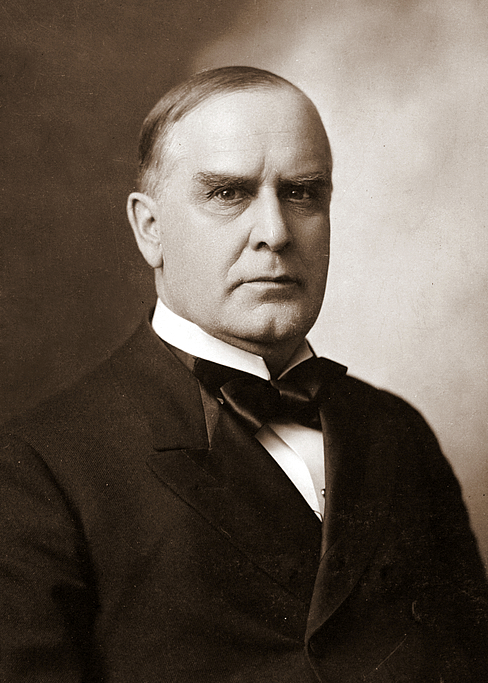
William McKinley

Die 924 Delegierten des republikanischen Konvents in St. Louis ernannten William McKinley zum Präsidentschaftskandidaten. Kandidat für das Amt des Vizepräsidenten war Garret Hobart.

### Demokratische Partei

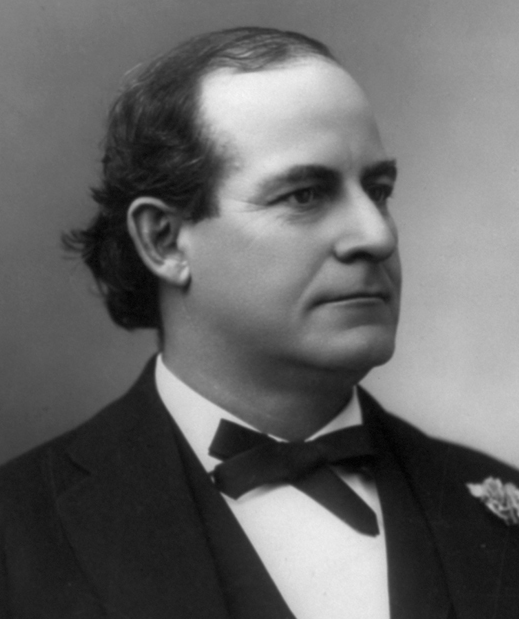
William Jennings Bryan

William Jennings Bryan wurde auf dem demokratischen Konvent in Chicago von 930 Delegierten gewählt. Als Kandidat für das Amt des Vizepräsidenten konnte sich Arthur Sewall gegen vier weitere Kandidaten durchsetzen. Er wurde auch von der Populist Party und der Silver Party unterstützt.

## Ergebnis
| Kandidat                 | Partei | Partei            | Stimmen    | Stimmen | Wahlmänner |
| Kandidat                 | Partei | Partei            | Anzahl     | Prozent | Wahlmänner |
| ------------------------ | ------ | ----------------- | ---------- | ------- | ---------- |
| William McKinley         |        | Republikaner      | 7.111.607  | 51,0 %  | 271        |
| William Jennings Bryan   |        | Demokrat          | 5.596.812  | 40,2 %  | 176        |
| William Jennings Bryan   |        | Populist          | 906.113    | 6,5 %   | 176        |
| John McAuley Palmer      |        | National Demokrat | 134.645    | 1,0 %   | —          |
| Joshua Levering          |        | Prohibitionist    | 131.312    | 0,9 %   | —          |
| Charles Horatio Matchett |        | Sozialist         | 36.373     | 0,3 %   | —          |
| Charles Eugene Bentley   |        | Prohibitionist    | 13.968     | 0,1 %   | —          |
| Andere                   | Andere | Andere            | 1.570      | 0,0 %   | —          |
| Gesamt                   | Gesamt | Gesamt            | 13.936.957 | 100 %   | 447        |